# Rubén Wolkowyski
Rubén Wolkowyski, né le 30 septembre 1973, à Juan José Castelli, dans la province du Chaco en Argentine, est un joueur de basket-ball argentin, évoluant au poste de pivot.

## Palmarès

### Équipe nationale
- Finaliste du championnat du monde 2002
- Médaille d'or aux Jeux olympiques de 2004 à Athènes, en Grèce
- 3e du championnat des Amériques 1993
- Finaliste du championnat des Amériques 1995
- Vainqueur du championnat des Amériques 2001
- Finaliste du championnat des Amériques 2003